# Baha Eddine Tliba
 (septembre 2024).
Baha Eddine Tliba, né vers 1978 à Annaba, est un homme politique algérien. Il est député de 2012 à 2021.

## Biographie
Né à Annaba dans une famille originaire d'El Oued, il commence sa carrière professionnelle comme directeur du bureau d’études d'architecture d’une entreprise publique à Ouargla (Sud), qu'il rachète ensuite. Il fonde ensuite de nombreuses sociétés immobilières. Ses bénéfices lui permettent de se lancer dans l'importation et la vente de matériel informatique. Tliba est décrit comme proche de Saïd Bouteflika, le frère du président, et de la famille du général Ahmed Gaïd Salah.
Il est ensuite par deux fois membre de l'Assemblée populaire de la wilaya de Ouargla puis député national de la wilaya d'Annaba à partir des élections législatives de 2012 où il se présente sous l'étiquette du Front national démocratique, un parti « microscopique ».
Après la levée de son immunité parlementaire pour des accusations de corruption en 2019, il est arrêté le 16 octobre et condamné à huit ans de prison l'année suivante.